# Klášter Gaming
Klášter Gaming je kartuziánský klášter v rakouském Gamingu založený roku 1330 rakouským vévodou Albrechtem II.
Již od počátku byla kartouza zamýšlena jako rodové pohřebiště. Poslední odpočinek v rozsáhlém klášteře nalezl nejen samotný zakladatel, ale také jeho manželka Johana a jejich snacha Alžběta Lucemburská, dcera Karla IV. Ke zrušení kláštera došlo roku 1782 za vlády císaře Josefa II. Dnes je v části klášterních budov hotel a zbytek je věnován vzdělávacím institucím.